# 吕迪格·奈策尔
吕迪格·奈策尔（德語：Rüdiger Neitzel，1963年3月16日—），德国男子手球运动员。他曾代表西德参加1984年夏季奥林匹克运动会手球比赛，获得一枚银牌，他在全部六场比赛中均有上场。